# Dorfkirche Steinhagen (Westfalen)

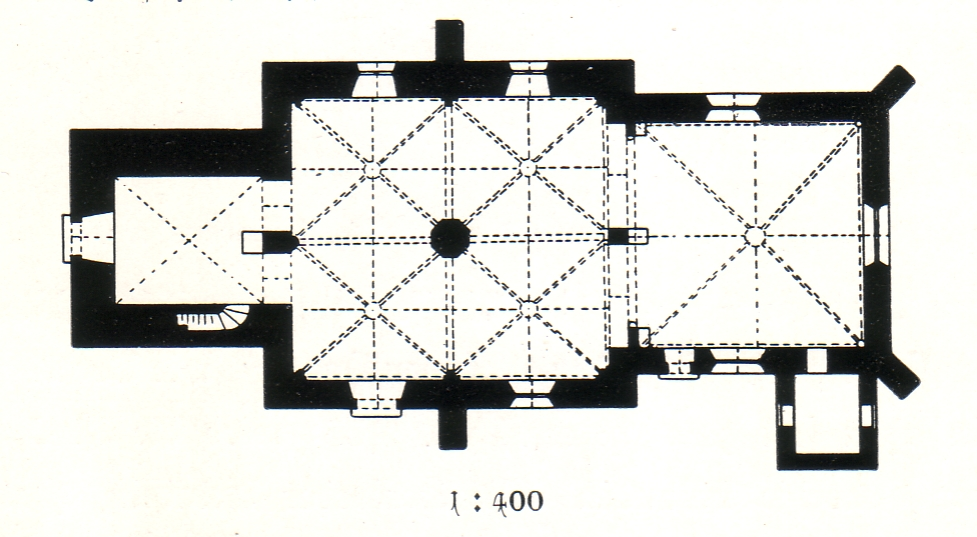
Grundriss vor der Erweiterung 1901

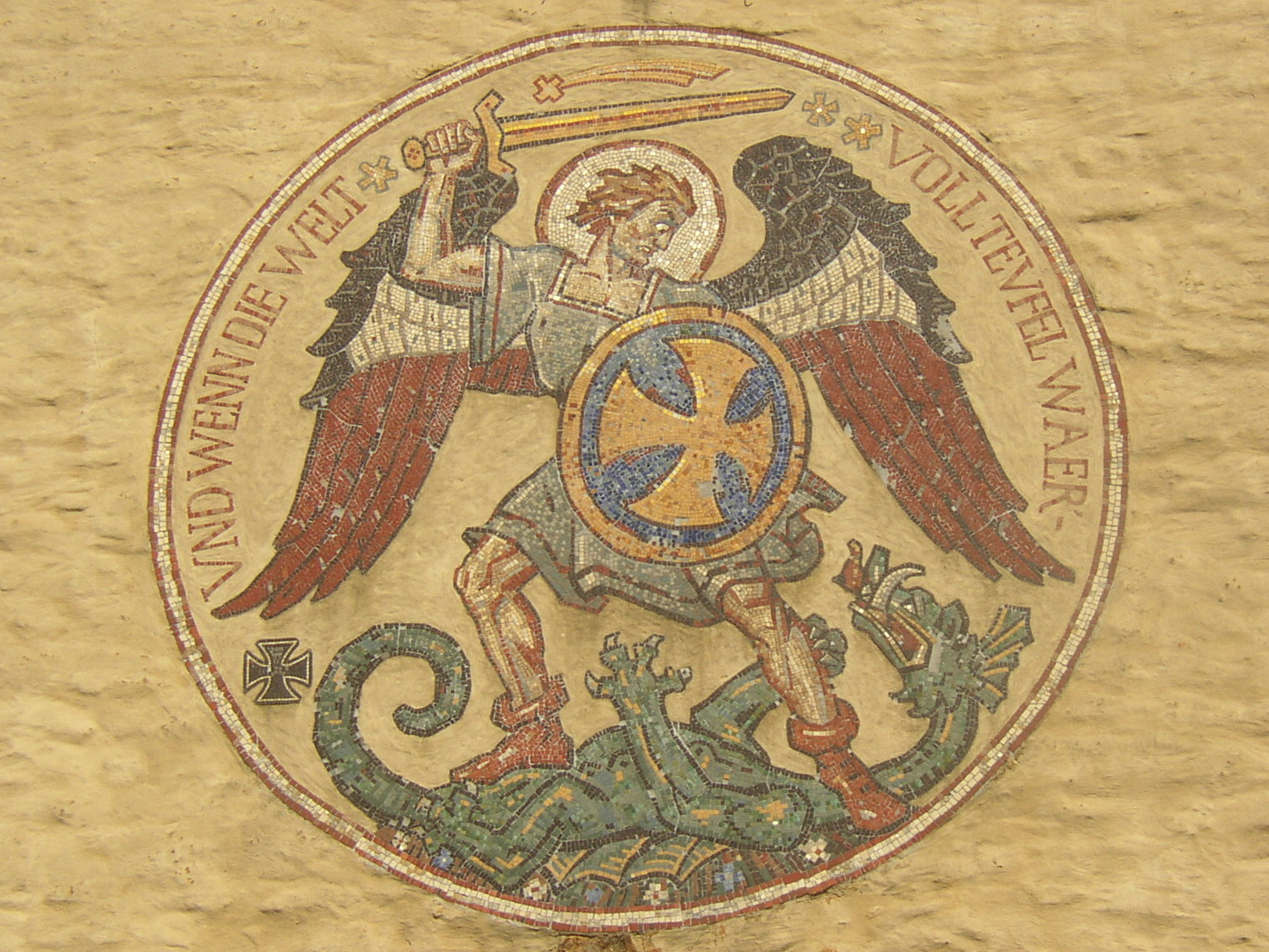
Wolfgang Pagenstecher: „Steinhagener Michael“, Mosaik über dem Haupteingang, 1922

Die Evangelische Dorfkirche im ostwestfälischen Steinhagen im Kreis Gütersloh ist die älteste Kirche in der Gemeinde. Kirche und Gemeinde gehören zum Kirchenkreis Halle der Evangelischen Kirche von Westfalen.

## Geschichte
Bereits 1334 gab es in Steinhagen eine selbstständige Pfarrei. Vermutlich war die Kirche den Heiligen Maria und Laurentius gewidmet. Vor der Abpfarrung gehörte Steinhagen zur Peterskirche in Kirchdornberg. Die vormals zweischiffige Hallenkirche wurde im 14. Jahrhundert errichtet und 1901 nach den Plänen von Karl Siebold aus Bethel bei Bielefeld mit einer querschiffartigen Erweiterung versehen. Dem Bau ist im Westen ein Turm mit Satteldach vorgelagert. Über dem ehemaligen Südportal der Kirche befinden sich vier mittelalterliche Wappensteine von Sweder von dem Bussche, Graf Bernhard von Ravensberg, der Grafen von Ravensberg sowie ein unbekanntes Wappen.

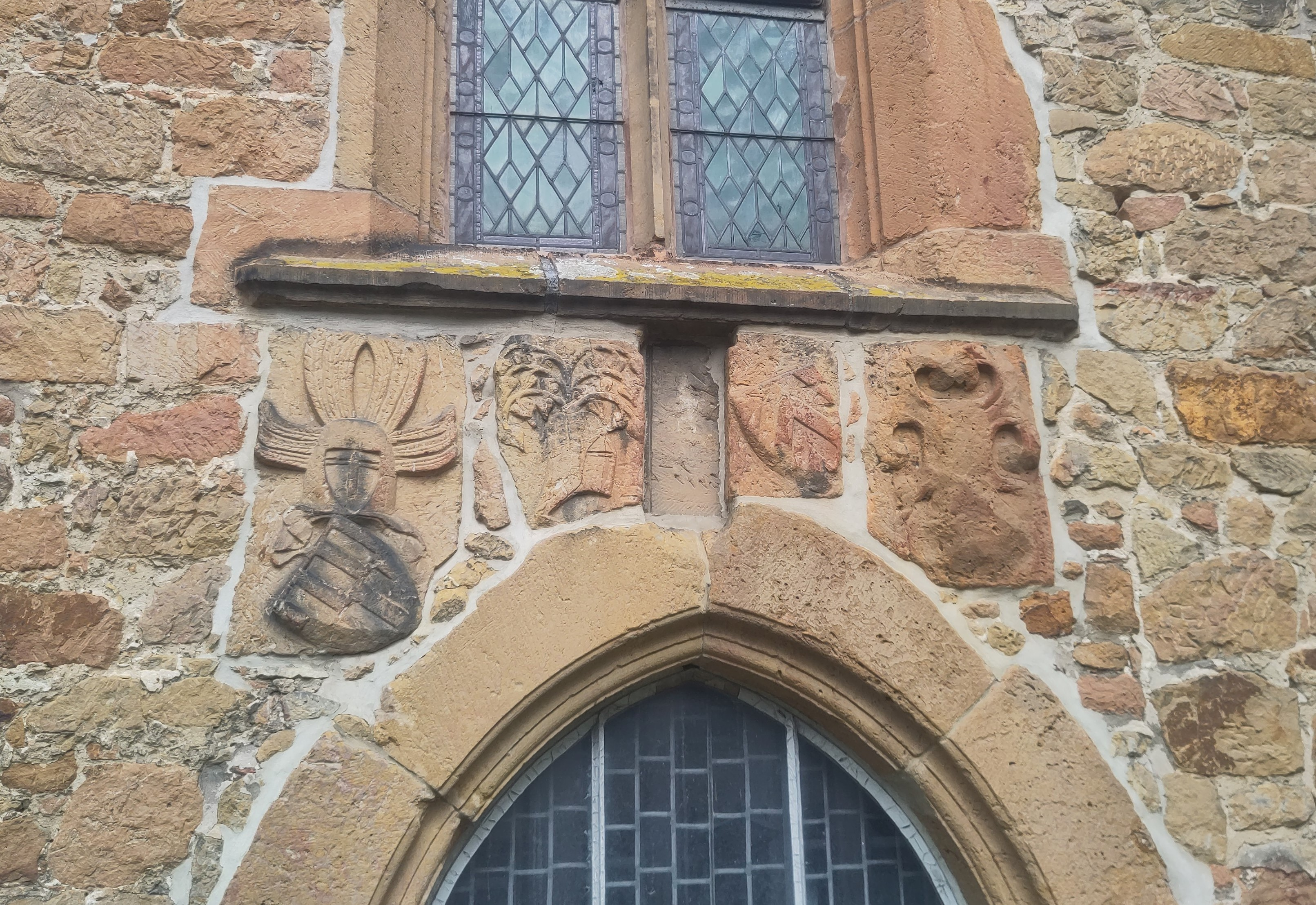
Die vier Wappensteine über dem ehemaligen Südportal

## Ausstattung
Zur Ausstattung gehören der Steinhagener Altar, welcher wohl um 1450/60 im Umkreis des Johann Koerbecke entstand, eine Kanzel mit spätgotischen Maßwerkfüllungen, ein Taufstein von 1693 sowie als „Steinhagener Michael“ ein bemerkenswertes Mosaik über dem Haupteingang, das Erzengel Michael im Kampf mit einem Drachen zeigt und die Inschrift trägt „Und wenn die Welt voll Teufel wär“, ein Zitat aus dem Kirchenlied Ein feste Burg ist unser Gott. Das Werk schuf der Düsseldorfer Künstler Wolfgang Pagenstecher 1922 als Kriegerdenkmal für Gefallene des Ersten Weltkriegs.
Auf dem Vorplatz des Hauptportals steht auf einem gestuften Sandsteinsockel mit der Inschrift Steinhagen seinen gefallenen Söhnen eine bronzene Soldatenfigur mit Pickelhaube, Gewehr und emporgerecktem Eichenlaub. Tafeln an den Seiten nennen die Gefallenen. Der Blick des siegreich dargestellten Soldaten richtet sich nach Westen, also gegen den "Erbfeind" Frankreich. Die Gemeinde weihte dieses Kriegerdenkmal am 28. Oktober 1906 zum Gedenken an die Gefallenen des 19. Jahrhunderts. 1984 wurde das Denkmal restauriert. 2023 forderte ein Bürgerantrag die Errichtung eines Friedensdenkmales als Gegendenkmal.

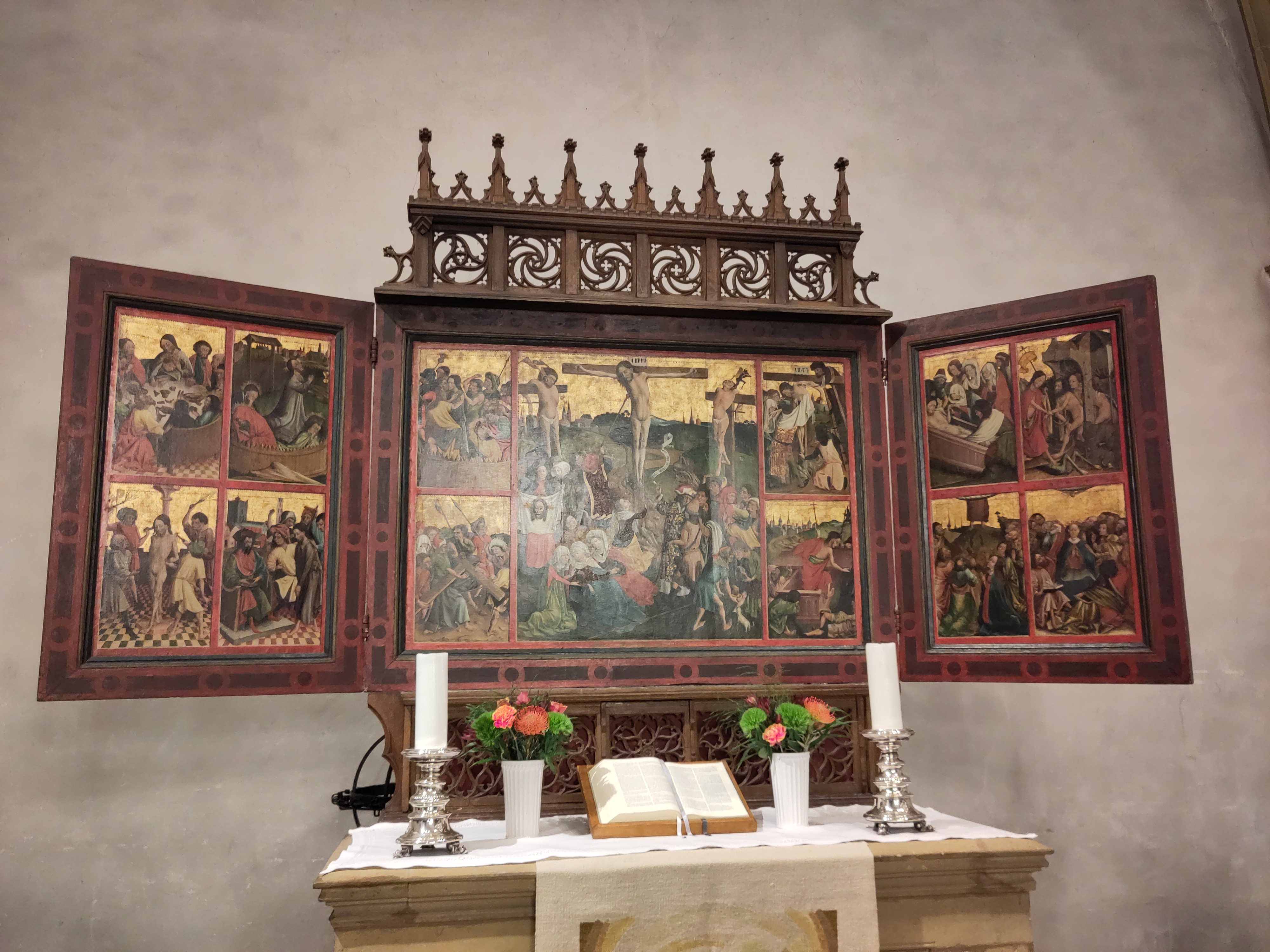
Der Steinhagener Altar, Mitte des 15. Jhd.

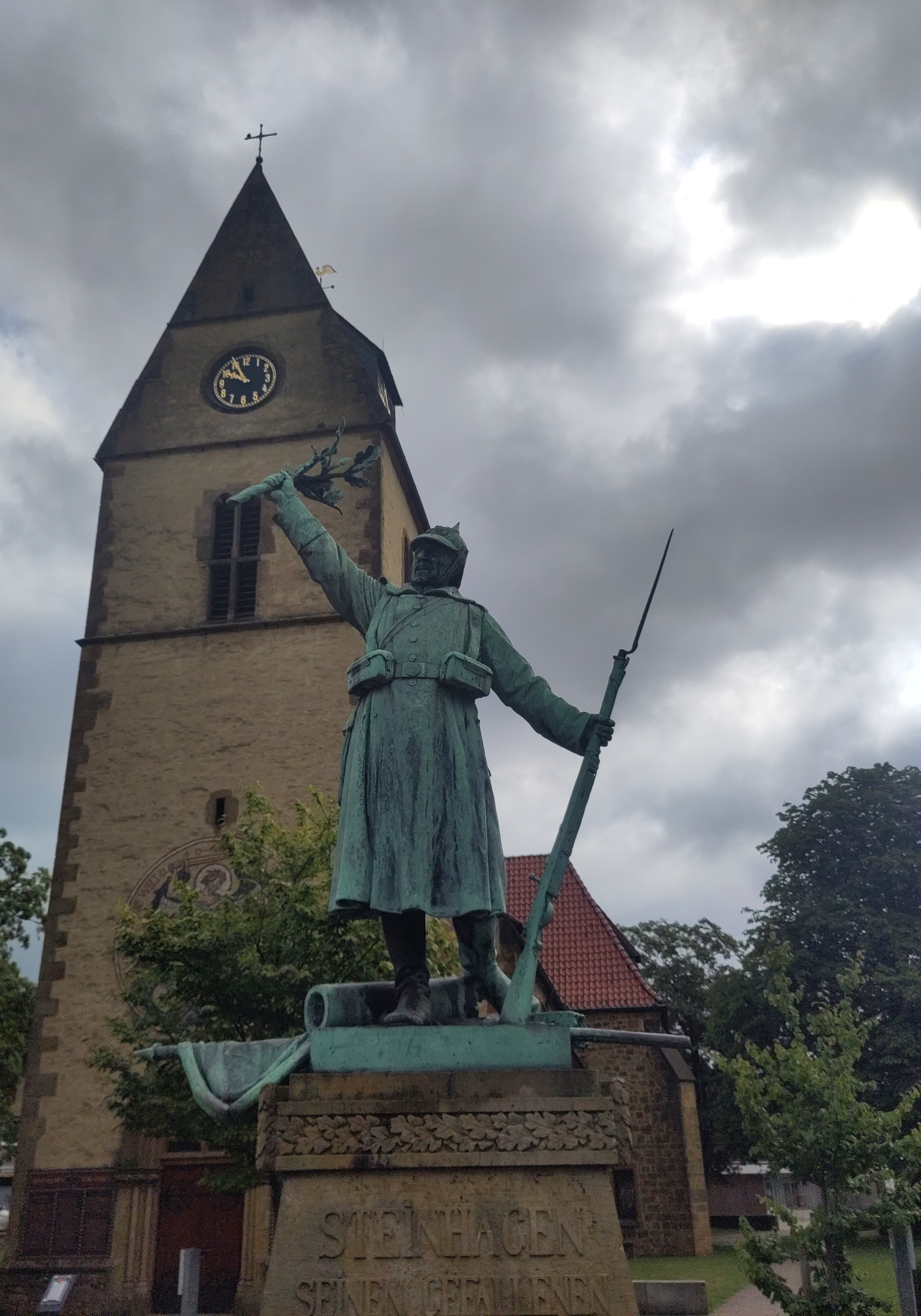
Das Kriegerdenkmal von 1906 vor der Kirche

## Haspelkreuz

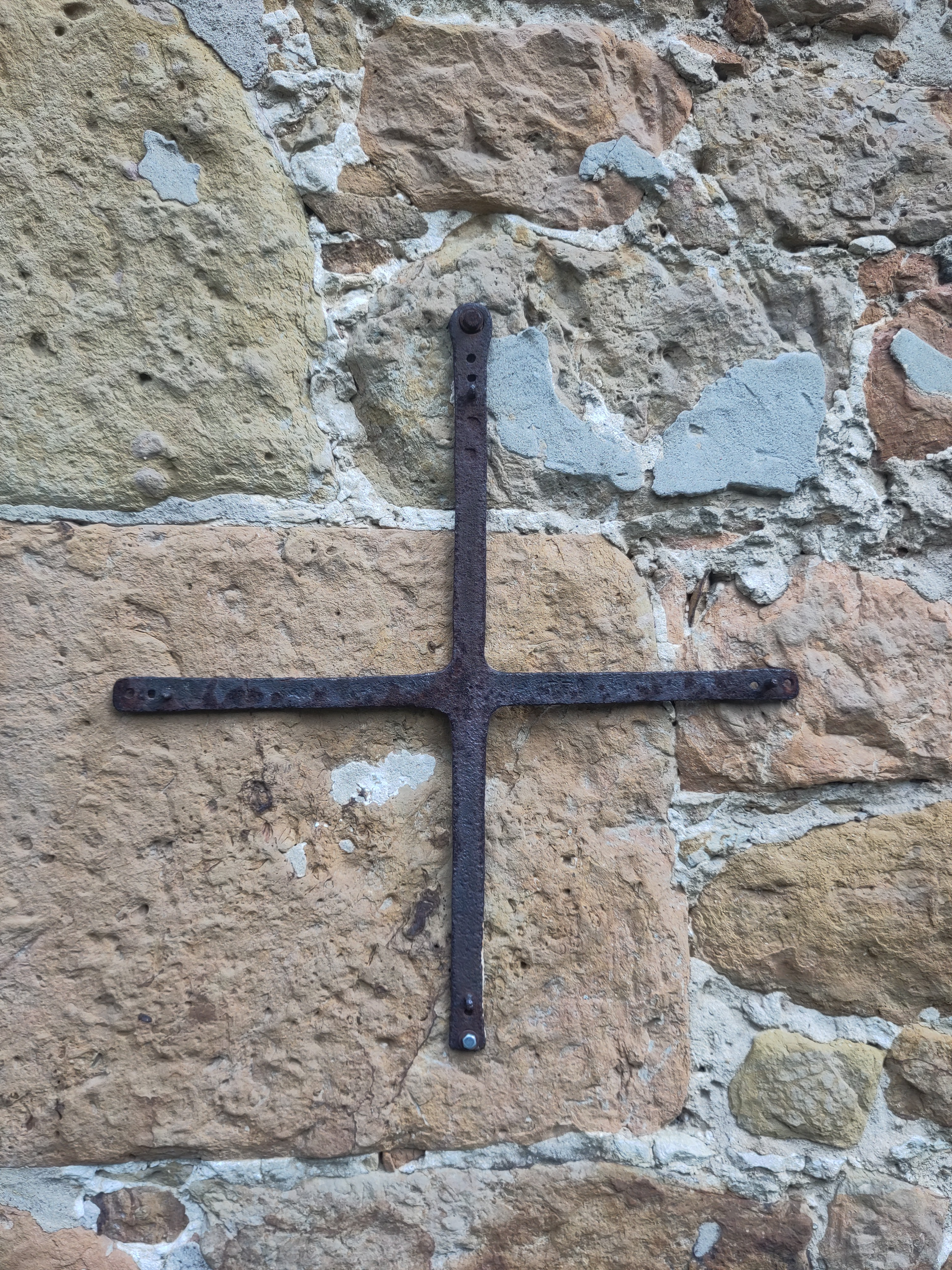
Das Haspelkreuz von 1778

An der südlichen Turmseite der Kirche befindet sich ein Kreuz aus Schmiedeeisen mit einem Eichstempel von 1778. Das Kreuz zeigt zwischen seinen vier Armen eine Länge von zwei Brandenburger Ellen an (ca. 133 cm). Es stammt aus der Zeit, in welcher in Steinhagen das Leinengewerbe und die Spinnerei dominierten.
Links neben der Sonnenuhr befindet sich an der Südwestecke des Turmes zudem eine historische Sonnenuhr. Sie wirft am 21. Juni um 12 Uhr Mittags den längsten Schatten.

## Weblinks

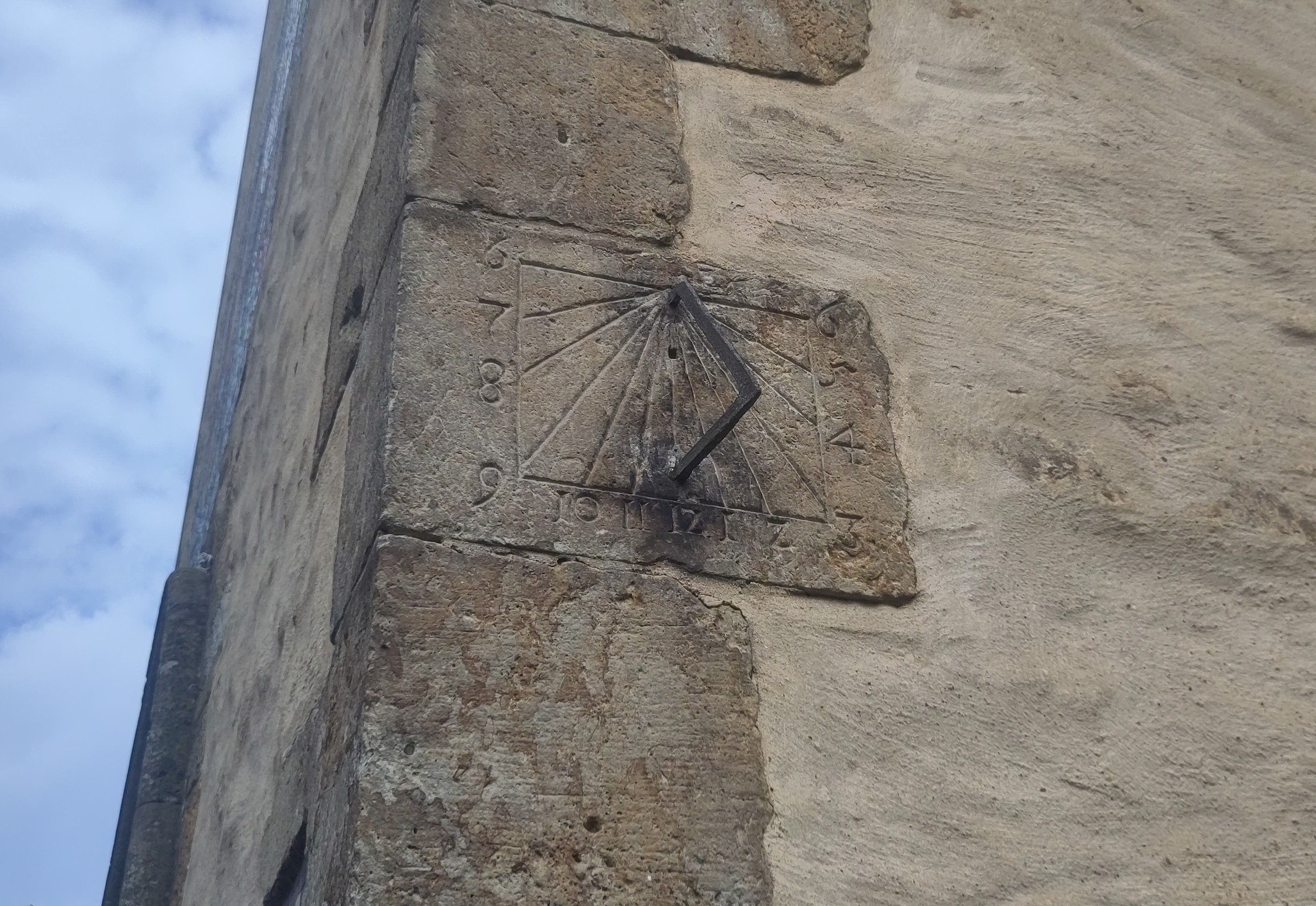
Sonnenuhr an der Südwestecke des Kirchturms